# 佐藤敏彦
佐藤 敏彦（さとう としひこ、1955年（昭和30年）11月16日 - ）は、日本の実業家。第9代シチズン時計代表取締役社長。

## 経歴
北海道枝幸郡歌登町（現枝幸町）本幌別ペヤマン番外地出身。実家は酪農業で、4歳まで電気がなく、冬はスキーで通学するという環境で育った。1981年3月、北海道大学工学部卒業。4月1日、シチズン時計入社以来、ほぼ事務畑を歩んできた。開発部長等を経て、2015年取締役に昇格。2017年常務取締役。2018年専務取締役。2019年から代表取締役社長を務め、新規中期経営計画にあたった。

## 略歴
- 1981年（昭和56年）4月 - シチズン時計入社
- 2009年（平成21年）8月 - シチズン時計開発部長
- 2012年（平成24年）4月 - シチズンファインテックミヨタ株式会社（現、シチズンファインデバイス株式会社）代表取締役社長
- 2015年（平成27年）6月 - シチズン時計取締役
- 2016年（平成28年）4月 - シチズン時計生産統括、製品開発事業部長、品質保証部担当
- 2017年（平成29年）4月 - シチズン時計マニュファクチャリング株式会社代表取締役社長
- 2017年（平成29年）6月 - シチズン時計常務取締役
- 2018年（平成30年）4月 - シチズン時計専務取締役
- 2019年（平成31年）4月 - シチズン時計代表取締役社長[6]

## 経営方針
事業環境が急激に変化する中、新中期経営計画により更なるグループ一体運営を推進し、従来のものづくりに留まらず、新たな価値創造に挑戦していく。

## 人物
4歳までは電気もなく、ランプで過ごす。兄は家業を継ぐということで高校へ進学したが、4人兄弟の次男であったため、親から「高校には行かせられない」と言われる。何とか受験だけはさせてもらったところ、成績が上位だったため、父親が「働きながら行くのであればいい」と言ったため、高校へ進学。土日も含め、八百屋のアルバイトに明け暮れ、勉強をした記憶がないという。成績は良く、3年の3学期になって大学へ行きたいと思い始め、自分で働きながら国立の北海道大学へ行くと決意する。だが試験はほとんど答えることができず、札幌でアルバイトをしながら予備校に通う。そして2浪の末、北大に合格。4時間以上寝たことはなかったという。その後、学費が払えなくなり、1年間休学して給料が良かった防水工事の仕事をして学費と生活費を稼ぐ。会社の社長には大学に戻らず、残るように言われたが大学の門をくぐった以上は門から出たいと思い復学。卒業後は北海道と環境の似ている長野県へ行き、精密機器関係の会社へ就職したかったが、入社試験を受けさせてもらえなかった。その時に教授から「精密機器関係ならシチズンもいいぞ」と言われ、決めた。入社したての新入社員の決意表明の場では「私は副社長までやります」と宣言した。 所有株式数6,026株。

## 趣味
- 卓球